# Hyperectis dioctias
Hyperectis dioctias là một loài bướm đêm thuộc họ Crambidae. Nó chỉ được ghi nhận từ Kauai, Oahu, Maui và Hawaii, nhưng cũng có thể là loài được du nhập ở Hawaii.